# 緊急迫降

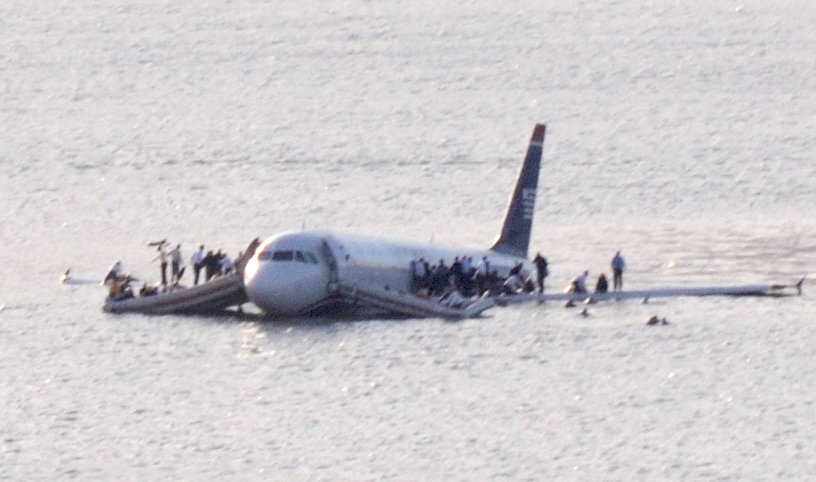
緊急降落在水面的飛機

緊急迫降指飛機在突發情況下，在沒有預先安排的機場或其他地方緊急降落。突發的狀況可以是機件故障令到飛機無法繼續安全航行、乘客或機組人員出現緊急醫療情況、劫機、被軍方戰機迫令降落等等。